# Centropogon varelae
Centropogon varelae är en klockväxtart som beskrevs av Franz Elfried Wimmer. Centropogon varelae ingår i släktet Centropogon och familjen klockväxter. Inga underarter finns listade i Catalogue of Life.